# Elezioni parlamentari in Ungheria del 2006
Le elezioni parlamentari in Ungheria del 2006 si tennero il 9 aprile (primo turno) e il 23 aprile (secondo turno) per il rinnovo dell'Assemblea nazionale. In seguito all'esito elettorale, Ferenc Gyurcsány, espressione del Partito Socialista Ungherese, fu riconfermato Primo ministro; nell'aprile 2009 fu sostituito da Gordon Bajnai, esponente dello stesso partito.

## Risultati
| Liste                                                               | Risultati di lista | Risultati di lista | Risultati di lista | Seggi collegi | Seggi collegi | Seggi nazionali | Totale seggi |
| Liste                                                               | Voti               | %                  | Seggi              | 1º turno      | 2º turno      | Seggi nazionali | Totale seggi |
| ------------------------------------------------------------------- | ------------------ | ------------------ | ------------------ | ------------- | ------------- | --------------- | ------------ |
| Partito Socialista Ungherese                                        | 2.336.705          | 43,21              | 71                 | 34            | 64            | 17              | 186          |
| Fidesz - KDNP                                                       | 2.272.979          | 42,03              | 69                 | 28            | 40            | 27              | 164          |
| Alleanza dei Liberi Democratici                                     | 351.612            | 6,50               | 4                  | -             | 3             | 11              | 18           |
| Forum Democratico Ungherese                                         | 272.831            | 5,04               | 2                  | -             | -             | 9               | 11           |
| Movimento per un'Ungheria Migliore                                  | 119.007            | 2,20               | -                  | -             | -             | -               | -            |
| Partito Operaio Ungherese                                           | 21.955             | 0,41               | -                  | -             | -             | -               | -            |
| Partito di Centro                                                   | 17.431             | 0,32               | -                  | -             | -             | -               | -            |
| Partito di Cooperazione Rom                                         | 4.459              | 0,08               | -                  | -             | -             | -               | -            |
| Partito dei Verdi                                                   | 2.870              | 0,05               | -                  | -             | -             | -               | -            |
| Partito Contadini e Civico Ungherese                                | 2.789              | 0,05               | -                  | -             | -             | -               | -            |
| Partito Democratico Cristiano                                       | 2.362              | 0,04               | -                  | -             | -             | -               | -            |
| Partito dei Piccoli Proprietari Indipendenti e dell'Unità Nazionale | 889                | 0,02               | -                  | -             | -             | -               | -            |
| Partito dei Piccoli Proprietari Indipendenti                        | 838                | 0,02               | -                  | -             | -             | -               | -            |
| Alleanza degli Ungheresi l'Uno per l'Altro                          | 767                | 0,01               | -                  | -             | -             | -               | -            |
| Partito dei Lavoratori d'Ungheria 2006                              | 556                | 0,01               | -                  | -             | -             | -               | -            |
| Altri                                                               | -                  | -                  | -                  | 4             | 3             | -               | 7            |
| Totale                                                              | 5.408.050          |                    | 146                | 66            | 110           | 64              | 386          |